# Nagy Ignác (püspök)
Séllyei Nagy Ignác (Székesfehérvár, 1733. július 25. – Pest, 1789. december 9.) teológiai doktor, az első székesfehérvári püspök.

## Élete
Nagy János városi tanácsos és városbíró fia. Tanult szülőhelyén és Budán. 1751-ben Nagyszombatban végezte középiskoláit. 1752-ben a veszprémi egyházmegyében lett pap és a teológiai tudományokat Rómában hallgatta, ahol 1754. október 30-án a Collegium Germanicum Hungaricum növendéke lett. 1757. december 17-én ugyanott miséspappá szenteltetett és 1758. március 14-én teológiai doktorrá avatták.

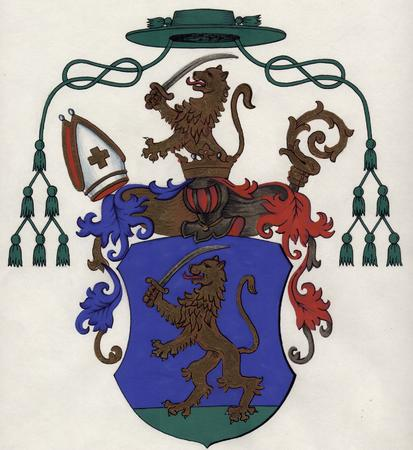
Püspöki címere

A görög nyelvben nagy jártassággal bírt. Rómából azon év április 3-án visszatért és Biró Márton veszprémi püspök titkárául fogadta. 1759. június 31-én tiszteletbeli, 1760. június 1-jén pedig valóságos kanonokká nevezték ki. 1763. március 11-én királyi táblai főpap és hantai prépost, 1774-ben egyszersmind kaposfői Szent Benedek prépostja, szentszéki ülnök és apostoli jegyző, 1775-ben drivesti választott püspök, a Hétszemélyes Tábla ülnöke lett. Kevéssel azután a magyar helytartótanácshoz tanácsossá nevezték ki. 
Mária Terézia királynő 1777. február 17-én első székesfehérvári püspökké nevezte ki, melyet június 23-án erősítettek meg. Batthyány József hercegprímás-érsek július 27-én Pozsonyban szentelte őt püspökké, augusztus 20-án iktatták be Székesfehérvárott. Működése során a korábbi három esperesi kerület számát nyolcra emelte az egyházmegyében, s ezeket két főesperesi kerületbe  sorolta be. Az egyházmegyei életet jogilag szabályozta. 11 plébániát alapított, ezek egyike a székesfehérvár-felsővárosi. 1788-ben megkezdte a püspöki palota építését, melyben egy helybéli kőművesmester, Feigs Ferenc Antal működött közre. 
Sárkeresztúron plébániatemplomot építtetett és felszentelte azt, 1778. március 27-én pedig visszaszerezte Szent István fejereklyéjét Székesfehérvár városa számára. 1777. augusztus 22-én a budai királyi egyetem kancellárjává nevezték ki, ezen állásáról 1784-ben lemondott. Nagy Ignác volt Magyarországon az első, aki nem római katolikus doktori oklevelet aláírt, mert ezt Szabó András, a hittudományi kar igazgatója nem akarta megtenni.

### Címerleírás
A pajzs kék (más ábrázoláson vörös) udvarában zöld mezőn két lábon ágaskodó, balra forduló oroszlán jobb mellső lábával kardot tart. A sisakban az oroszlán ismétlődik. A foszladék kék-arany, vörös-ezüst. A címert püspöki mitra és pásztorbot egészíti ki.

## Munkái
- Lamindus Britaniusnak, avagy Muratorius Lajos Antalnak… a keresztény embernek valóságos áhitatosságáról költt munkája: Melly először olaszból deákra fordíttatott Lamé Bornard által; most pedig magyar nyelven ki-botsáttatott. Eger, 1763 és 1766 (névtelenül)
- Isten irgalmából első székes-fehér vári püspök azoknak a kik az atya Istenben szerelmesek, és a Krisztus Jézustól megtartattak és hivattattak. Hely és év n.
- Szent István jobbkeze tiszteletének tárgyában kiadott rendelete 1778. március 25. (Ipolyi Arnold, Magyar ereklyék. Pest, 1863. 36. l.)
- Az oltári szentséget szüntelen imádó ájtatos társaság székes-fehérvári püspökségben. Pest, 1780 (névtelenül).
- Repraesentatio in puneto Tolerantiae Josephino-Caesareae… 1785
- Keresztény imádságok. Fordíttattak németből a grétzi 1785. esztendőbeli nyomtatás szerént. Pozsony, 1787 (névtelenül)
- A keresztény hit és erkölcsbeli tudomány. Pozsony, 1786
- A szent lélek imádása. Pest, 1787 (névtelenül)